# 데이브 웰런
데이브 웰런(영어: Dave Whelan, 1936년 11월 24일 ~ )은 영국의 스포츠 재벌로, 잉글랜드 프리미어리그의 위건 애슬레틱 FC의 구단주이자 DW 경기장의 소유자이다. 그는 저명한 보수당 지지자이기도 해, 2008년 25만 파운드를 기증하였다.
1936년 11월 24일 브래드퍼드에서 태어나 위건에서 자랐고, 블랙번 로버스 FC의 구단주였으나 1960년 FA컵 패배의 영향으로 크루 알렉산드라에 매각하였고, 이후 슈퍼마켓 체인에 집중하였다.
1977년 현재 영국 최고의 스포츠 매장인 JJB를 인수해 발전시켰고, 1995년 잉글랜드 프리미어리그의 위건 애슬레틱 FC를 인수해 구단주가 되었다.
그는 이외에 위건 럭비 리그 클럽의 지분 89%를 소유하고 있다.